# Радоља
Радоља (слч. Radoľa) насељено је мјесто са административним статусом сеоске општине (слч. obec) у , у округу Кисуцке Нове Место, у Жилинском крају, Словачка Република.

## Становништво
| Година:    | 1994. | 2004.   | 2014.   | 2024.   |
| ---------- | ----- | ------- | ------- | ------- |
| Број људи: | 1342  | 1372    | 1459    | 1533    |
| Разлика:   |       | +2,23 % | +6,34 % | +5,07 % |

| Година:    | 2023. | 2024.   |
| ---------- | ----- | ------- |
| Број људи: | 1543  | 1533    |
| Разлика:   |       | -0,64 % |

Према подацима о броју становника из 2023. године насеље је имало 1.543 становника.